# Maltebrunia letestui
Maltebrunia letestui là một loài thực vật có hoa trong họ Hòa thảo. Loài này được (Koechlin) Koechlin mô tả khoa học đầu tiên năm 1962.